# ISO 3166-2:HN
ISO 3166-2 données pour le Honduras

## Départements
```
HN-AT  
Atlántida

HN-CH  
Choluteca

HN-CL  
Colón

HN-CM  
Comayagua

HN-CP  
Copán

HN-CR  
Cortés

HN-EP  
El Paraíso

HN-FM  
Francisco Morazán

HN-GD  
Gracias a Dios

HN-IN  
Intibucá

HN-IB  
Islas de la Bahía

HN-LP  
La Paz

HN-LE  
Lempira

HN-OC  
Ocotepeque

HN-OL  
Olancho

HN-SB  
Santa Bárbara

HN-VA  
Valle

HN-YO  
Yoro
```